# Abílio César Borges
Abílio César Borges, primeiro e único barão de Macaúbas, (Rio de Contas (BA), 9 de setembro de 1824 — Rio de Janeiro (RJ), 17 de janeiro de 1891) foi um médico, educador e pedagogista brasileiro.

## Biografia e formação
Era filho de Miguel Borges de Carvalho e de Mafalda Maria da Paixão. Nasceu no povoado de Macaúbas, então pertencente à pequena vila de Rio de Contas, ao sul da Chapada Diamantina, exatamente quando esta completava cem anos de emancipada. Ali realizou os primeiros estudos e, em 1838 muda-se para a capital baiana, Salvador, a fim de completar sua formação.
Em 1845, depois de haver interrompido os estudos por questões de saúde, ingressou na Faculdade de Medicina da Bahia, transferindo-se em seguida para o Rio de Janeiro, onde diplomou-se em 1847, tendo realizado o curso de forma brilhante.
Voltando para a Bahia, dedica-se ao magistério por quatro anos. Em 1845, fundou, junto a outros, o Instituto Literário da Bahia, uma espécie de prelúdio de Academia de Letras, onde eram realizados saraus, discutidas ideias e reunidos os mais expressivos nomes da literatura baiana da época.
Em 1849, chega à vila de São Francisco das Chagas da Barra do Rio Grande do Sul (atual Barra) para trabalhar como médico no Hospital São Pedro, para atender vitimas da peste (varíola), onde casou-se com Francisca Antônia Wanderley (irmã do Barão de Cotegipe). Em 1853, construiu a primeira escola ginasial na vila e foi presidente do Senado da Câmara da Barra, onde teve a hombridade de expulsar o coronel Militão de França Antunes (de Pilão Arcado), que acabara de ordenar a castração de um vaqueiro chamado Pedro na ilha do miradouro em Xique-Xique. Abílio afirmou: "A sessão não se realizará, dada a presença do coronel Militão, a quem convido para retirar-se do ambiente, bárbaro não se senta em mesa de cidadão". Militão levanta-se pega a bengala de ouro, o chapéu de "estadista", e declara: "venho acabar com a Barra na bala...". Nisto, Abílio retruca: "Espero... Na sua terra manda o direito da força. Na Barra manda a força do direito"
Em 1856, retira-se da cidade de Barra para Salvador, aonde iria assumir a direção da pasta de instrução pública da Bahia, levando filhos barrenses, Joaquim Cesar Borges e Abílio Cesar Borges Filho, este último que viria a se tornar diplomata. Foi em Salvador que ele foi agraciado com o título de Barão de Macaúbas e também onde fundou o Colégio Doutor Abílio, onde estudaram Castro Alves e Rui Barbosa.
Realizou diversas viagens à Europa para aperfeiçoar seus métodos pedagógicos, de forma a torná-los aplicáveis aos seus trabalhos, e nesse interim foi um importante agente abolicionista, estabelecendo alianças com a rede abolicionista transnacional.
Casou-se, em 1846, com Francisca Antônia, oriunda de uma importante família pernambucana, com quem teve filhos.

## O formador de gênios
Em Salvador, ainda sem o baronato, Abílio César Borges fundou o Ginásio Baiano, no ano de 1858. Ali, mais que um professor e diretor, aplicava as novidades pedagógicas que incorporava em seus estudos.
Esta instituição, assim como o também famoso e contemporâneo "Colégio Sebrão", foi responsável pelos fundamentos educacionais de futuras genialidades da Bahia, como Rui Barbosa, Aristides Spínola, Castro Alves, Plínio de Lima, Cezar Zama, dentre outros. Conservou-se à frente da instituição por quase quatorze anos. Viajou ao Velho Mundo com o propósito de melhorar os seus conhecimentos sobre os problemas pedagógicos.

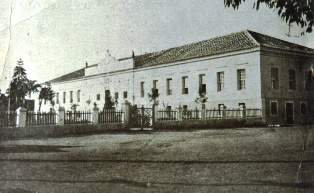
Colégio Abílio de Barbacena, final do século XIX

De volta da Europa, em 1871 mudou-se para o Rio de Janeiro, fundando ali o Colégio Abílio, na Rua Ipiranga, 4, em sociedade com Epifânio Reis. Com a dissolução da sociedade no final da década, o colégio passou a se chamar Epifânio Reis.
Onze anos depois, graças à fama alcançada por sua instituição, foi nomeado como representante do Brasil em congresso pedagógico internacional de Buenos Aires. Mudando-se para Barbacena, Minas Gerais, em 1881 instalou ali a segunda unidade do Colégio Abílio, por onde passaram ilustres personalidades da vida pública mineira (o prédio, que ainda hoje preserva características da construção original, serviu de sede para o antigo Colégio Militar de Minas Gerais e hoje é a sede do comando da Escola Preparatória de Cadetes-do-Ar). Essa unidade funcionou até 1888. Em 1883, seu filho, Joaquim Abílio Borges abriu no Rio de Janeiro a terceira unidade do Colégio Abílio, na Praia de Botafogo, que funcionou até meados da década de 1910.
Suas ideias, na época, eram inovadoras na educação brasileira: aboliu qualquer espécie de castigo físico; realizou torneios literários; incentivou o culto ao civismo, etc. Imaginou um método de aprendizagem de leitura que denominou de Leitura Universal, para facilitar o estudo das primeiras letras, abriu vários cursos públicos gratuitos de leitura, convencido de que assim prestava o melhor serviço ao país.
Para ministrar as lições aos seus alunos, sem ofender os rígidos costumes da época, mandou publicar, na Bélgica, um volume especial, adaptado para "menores", de Os Lusíadas.

### Algumas obras publicadas

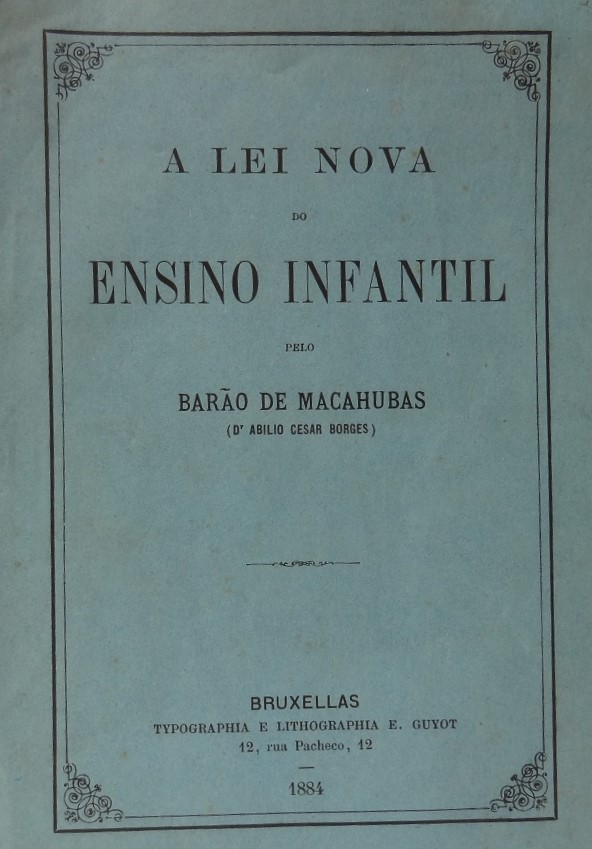
Um dos livros de sua autoria.

- Proposições sobre Ciências Médicas, (tese de doutoramento - 1847)
- Vinte anos de propaganda contra o emprego da palmatória e outros castigos aviltantes no ensino da mocidade
- Desenho linear ou Geometria prática popular
- Memória sobre a mineração da Província da Bahia (1858)
- Discursos sobre a educação
- Gramática Portuguesa
- Gramática Francesa
- Epítome de Geografia
- Livros e Leitura
- Vinte e dois anos em prol da elevação dos estudos no Brasil
- Os Lusíadas de Camões
- A Lei Nova do ensino infantil
- Conferência sobre o Aparelho Escolar Múltiplo e o Fracionamento
- Segundo Livro de Leitura Para Uso Da Infância Brasileira

## Civista extremado e Grande do Império
Ainda na Bahia, por ocasião da Guerra do Paraguai, manifestava-se exaltadamente pela imprensa, conclamando ao povo à luta em defesa da soberania brasileira. Mas, não restringiu-se a isto: chegou mesmo a patrocinar, de suas próprias rendas, o batalhão dos "Zuavos Baianos". Pioneiro do Abolicionismo, fundou a "Sociedade Libertadora 7 de Setembro", que publicava o jornal "Abolicionista". A 30 de julho de 1881, foi agraciado com o título de Barão de Macaúbas, depois elevado com a honra de Grande do Império, em 3 de junho de 1882. Além dessa honraria, foi comendador da Imperial Ordem da Rosa, da Ordem de Cristo e da de São Gregório Magno.
D. Pedro II demonstrava, através do reconhecimento dos méritos do Barão, sua preocupação com a educação no país, Imperador que valorizava o magistério e que declarava que, se não fosse imperador, queria ser "mestre-escola"...
O Barão de Macaúbas foi um homem à frente do seu tempo, que amava o seu país. Como educador, manteve-se sempre afeito às novidades quanto aos métodos de ensino, sem nunca perder o aprendizado próprio. Não tivesse deixado vestígios, bastaria o fato de ter sido o alicerce de Castro Alves e Rui Barbosa, dentre muitos outros.
Pertenceu à Academia Filomática, foi diretor geral do ensino na Bahia (1856), membro do Instituto Histórico e Geográfico da Bahia, além de muitas outras entidades lítero-científicas no Brasil e na Europa.

## Homenagens
O barão de Macaúbas é homenageado em Curitiba, no bairro do Bigorrilho, na Travessa Abílio César Borges.